# Estació de bombament D.F. Wouda
L'estació de bombament D.F. Woudagemaal situada a Lemsterland a la Província de Frísia als Països Baixos,està inscrita a la llista del Patrimoni de la Humanitat per la UNESCO el 1998.
Actualment és l'estació de vapor de bombament més gran en funcionament del món. El 7 d'octubre de 1920 la reina Guillermina I va obrir l'estació de bombament que s'utilitza per bombar l'aigua en excés de Frísia.
El 1967, després de 47 anys funcionant amb carbó, les calderes van ser reconstruïdes per passar a funcionar amb petroli.
Va ser dissenyada per l'enginyer holandès D.F. Wouda i pot bombar aproximadament 4.000 metres cúbics d'aigua per minut o 6 milions m³ d'aigua al dia. En 1988 va ser declarada patrimoni de la humanitat per la UNESCO.